# كيفن سوليفان (لاعب كرة قدم أسترالية)
كيفن سوليفان (بالإنجليزية: Kevin Sullivan)‏ هو لاعب كرة قدم أسترالية أسترالي، ولد في 9 سبتمبر 1922 في ملبورن في أستراليا، وتوفي في 24 يناير 1972.

## وصلات خارجية
- كيفن سوليفان على موقع AustralianFootball.com (الإنجليزية)
- كيفن سوليفان على موقع AFLtables.com (الإنجليزية)